# طواف إقليم الباسك 2015
طواف إقليم الباسك 2015 هو سباق دراجات هوائية أقيم في إقليم الباسك في إسبانيا بتاريخ 11 أبريل 2015، تكون السباق من 6 مراحل، استغرق السباق 21 ساعة 49 دقيقة 38 ثانية. فاز به الإسباني خواكيم رودريغيث.

## الترتيب
| م                     | الدرّاج          | البلد   | الزمن                     |
| --------------------- | --------------- | ------- | ------------------------- |
| الفائز بالترتيب العام | خواكيم رودريغيث | إسبانيا | 21 ساعة 49 دقيقة 38 ثانية |
| حسب النقاط            | خواكيم رودريغيث | إسبانيا | -                         |